# Innocuonema tentabunda
Innocuonema tentabunda är en rundmaskart som först beskrevs av De Man 1890.  Innocuonema tentabunda ingår i släktet Innocuonema och familjen Chromadoridae. Inga underarter finns listade i Catalogue of Life.